# لاورو فرانزن
لاورو فرانزن (بالبرتغالية: Lauro Franzen‏) هو مجدف برازيلي، ولد في 6 مايو 1911 في Garibaldi, Rio Grande do Sul ‏ في البرازيل، وتوفي في 1971 في ريو غراندي دو سول في البرازيل.

## وصلات خارجية
- لاورو فرانزن على موقع الاتحاد الدولي للتجديف (الإنجليزية)
- لاورو فرانزن على موقع اللجنة الأولمبية الدولية (الإنجليزية)
- لاورو فرانزن على موقع أوليمبيديا (الإنجليزية)